# Grimpoteuthis meangensis
Grimpoteuthis meangensis är en bläckfiskart som först beskrevs av William Evans Hoyle 1885.  Grimpoteuthis meangensis ingår i släktet Grimpoteuthis och familjen Opisthoteuthidae. Inga underarter finns listade i Catalogue of Life.

## Bildgalleri

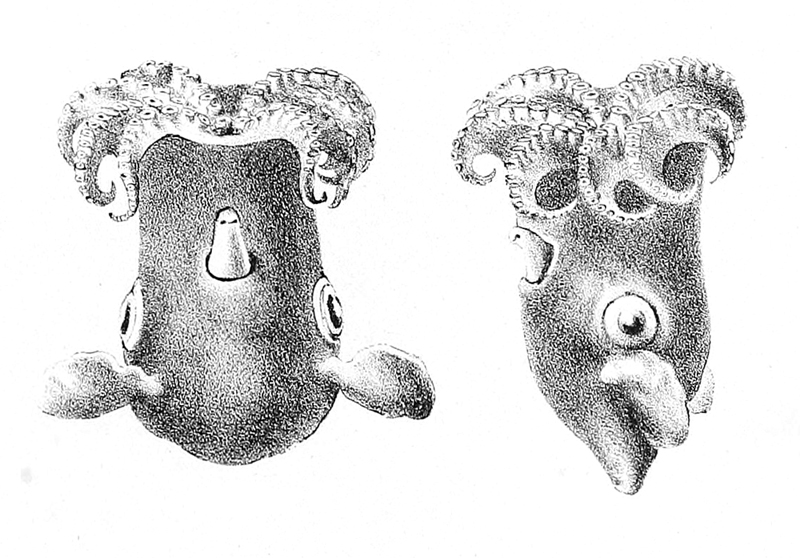